# Order Czerwonego Krzyża (Czarnogóra)
Order Czarnogórskiego Czerwonego Krzyża (lub Order Czerwonego Krzyża; serb. Оpден Цpнoгopcкoг Цpвeнoг Kpcтa) – nadawane w latach 1912–1921 jednoklasowe odznaczenie Czerwonego Krzyża w Królestwie Czarnogóry.

## Historia i oznaka
Order został ustanowiony przez króla Czarnogóry Mikołaja I w roku 1912 w celu nagradzania pomocy niesionej rannym i chorym w czasie I. wojny bałkańskiej i odnowiony w roku 1913 w czasie II.wojny bałkańskiej oraz w roku 1914 po wybuchu I wojny światowej. Istniał do roku 1921, kiedy czarnogórski Czerwony Krzyż został wchłonięty przez nową organizację obejmującą całe terytorium nowo powstałego Królestwa SHS.
Oznaką odznaczenia był czerwony krzyż grecki w białym polu, otoczony zielonym wieńcem laurowym. Na awersie w środku krzyża znajdował się złoty herb Królestwa Czarnogóry. Na rewersie oznaki widniał w białym medalionie z czerwonym obramowaniem napis „Цpнoгopcки Цpвeни Kpcт 1912” (rok później datę zmieniono na „1912–1913”, dalej na „1912–1914”). W czasie I wojny światowej produkowano odznaczenie bez herbu państwowego na awersie. Krzyż noszony był na wstędze Orderu Daniły I, białej z obustronnymi czerwonymi bordiurami, wiązanej w trójkąt na modłę austriacką lub na damskiej kokardzie. Zawieszką była złota korona królewska oparta na złotej girlandzie.